# 世界動物園水族館協会
世界動物園水族館協会（せかいどうぶつえんすいぞくかんきょうかい、World Association of Zoos and Aquariums）は、世界の動物園、水族館で構成されている国際組織。本部はスイスのヴォー州（Canton de Vaud）のグラン(Gland)にある。

## 概要
WAZAは1935年に設立。世界各国の動物園や水族館が加盟している。また関連団体としてはアメリカ動物園水族館協会、ヨーロッパ動物園・水族館協会、日本動物園水族館協会などが存在する。
日本国内の加入団体は、日本動物園水族館協会・恩賜上野動物園・多摩動物公園・横浜市緑の協会・大阪市天王寺動物園・東山動植物園・ふくしま海洋科学館・千葉市動物公園・京都市動物園・埼玉県こども動物自然公園 ・豊橋総合動植物公園の11団体である。